# Wintersdorf (Meuselwitz)
Wintersdorf is een plaats en voormalige gemeente in de Duitse gemeente Meuselwitz, deelstaat Thüringen, en telde 2873 inwoners in 2006.

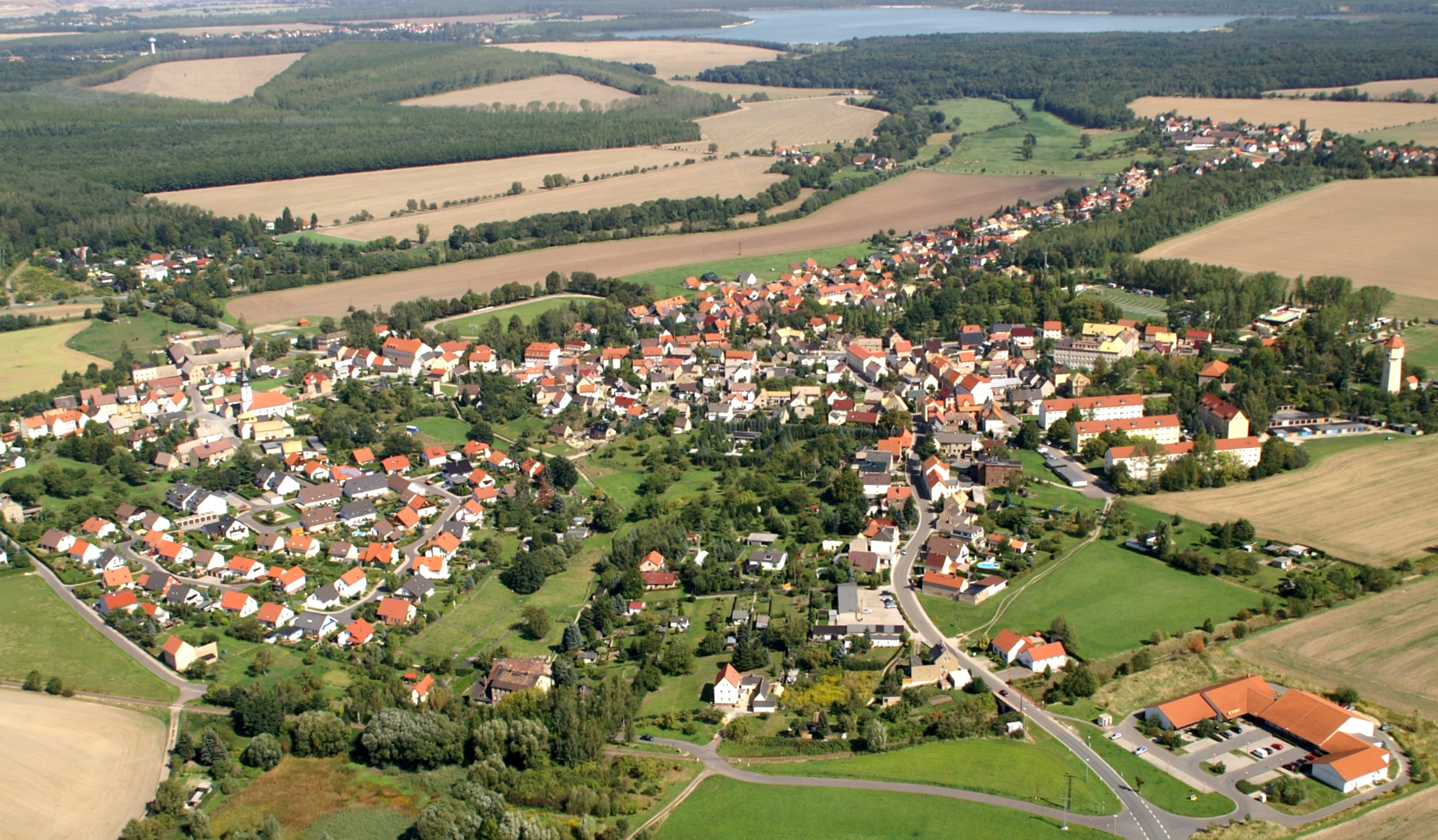
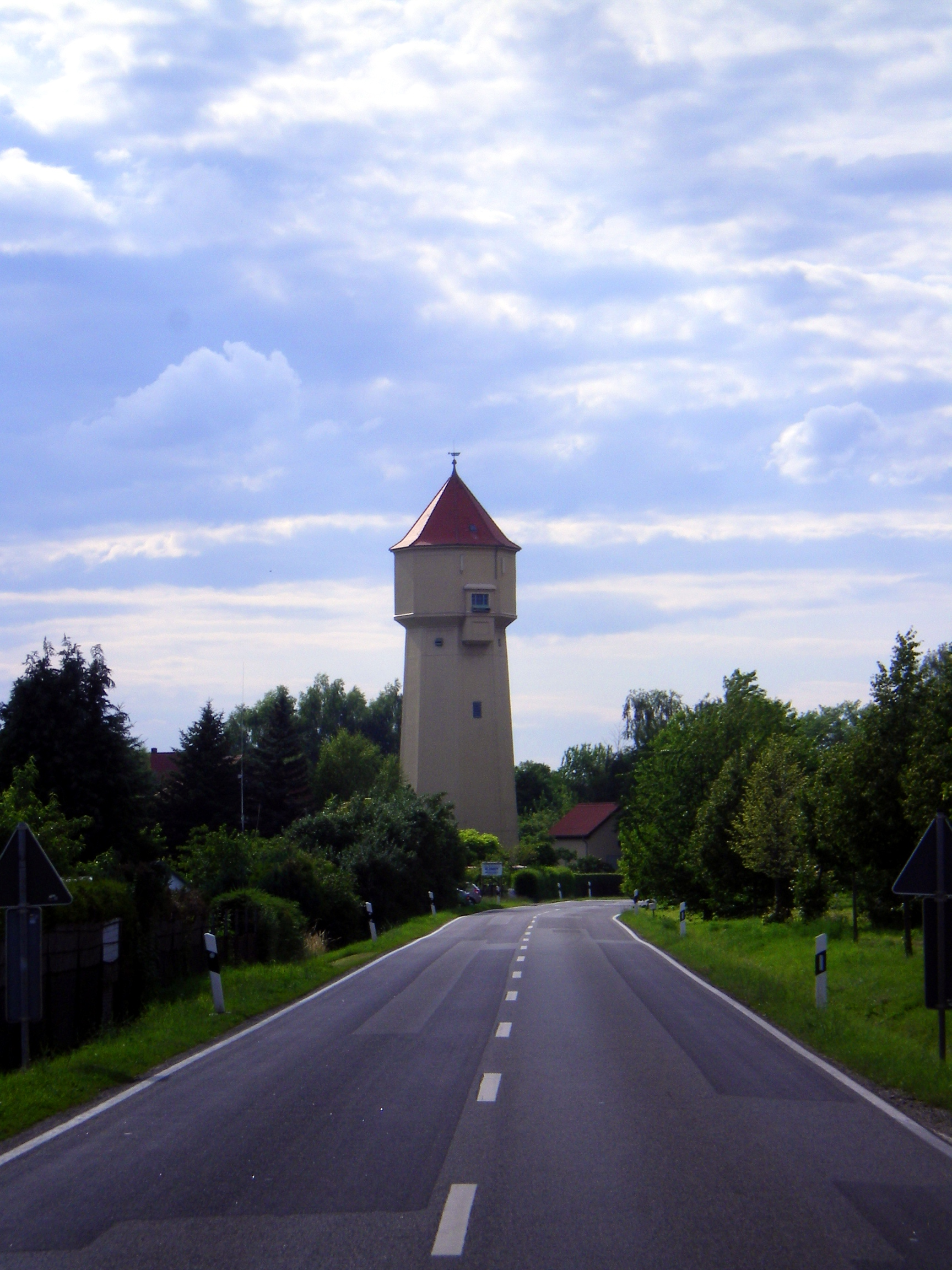
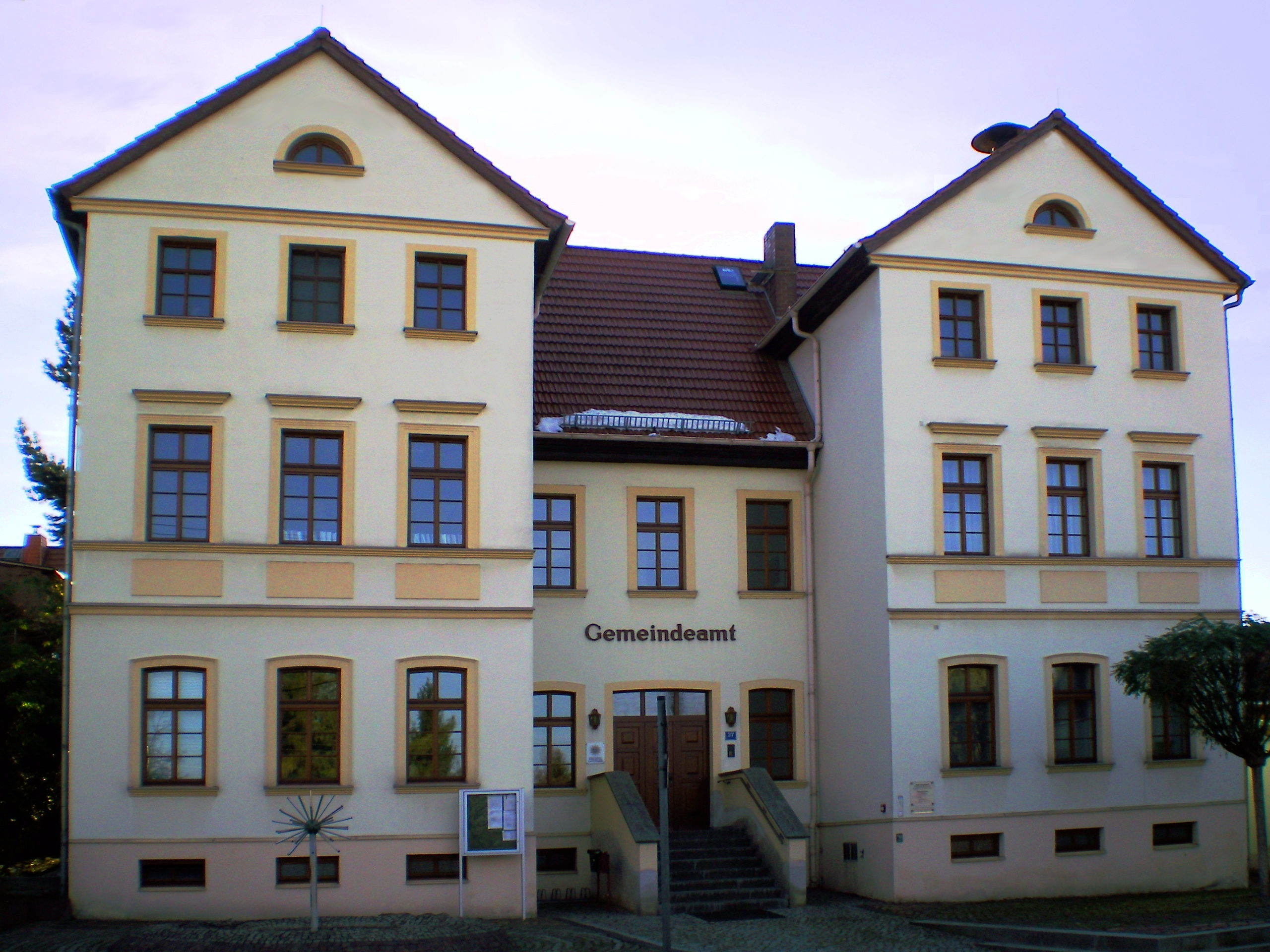
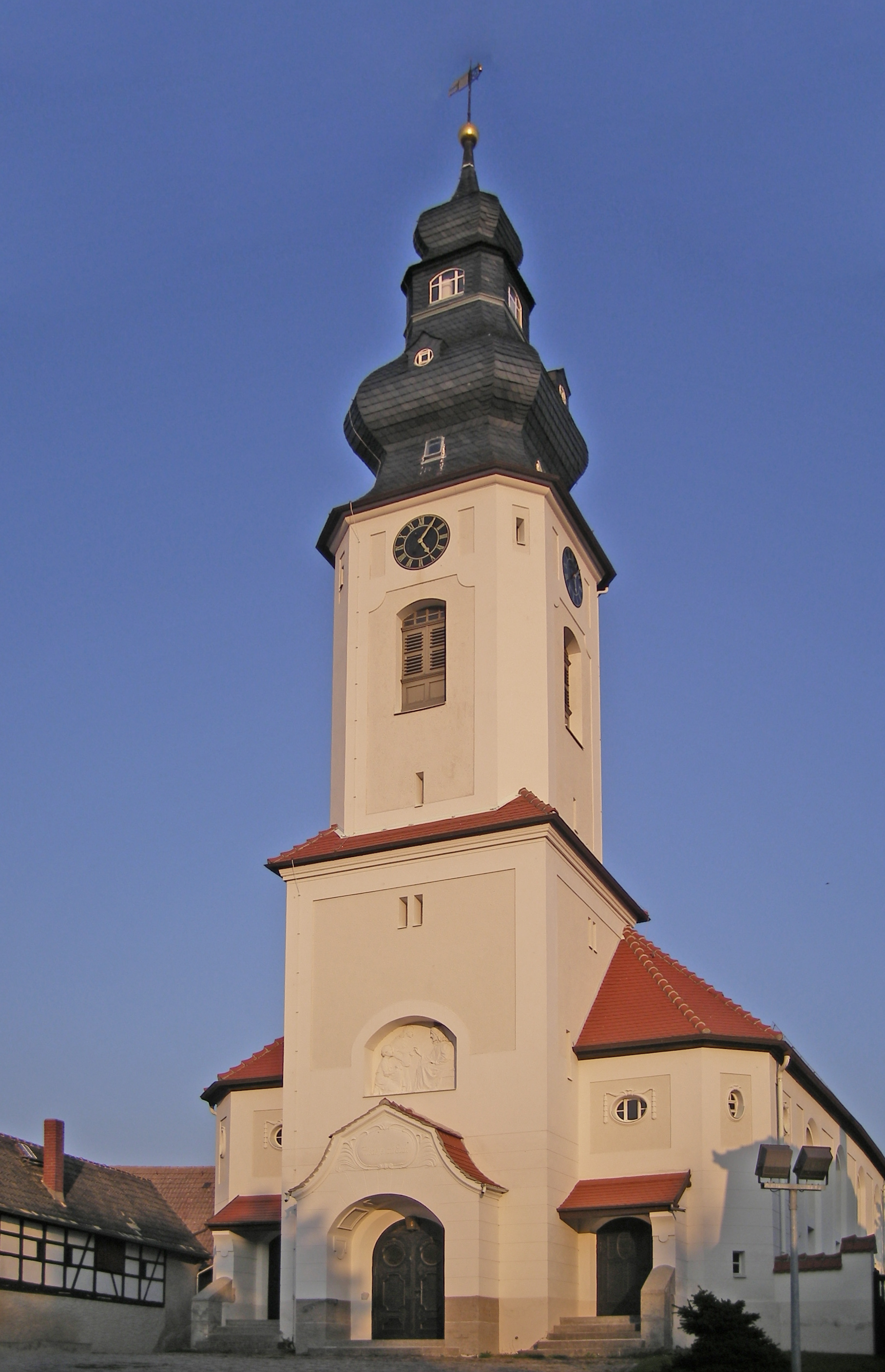
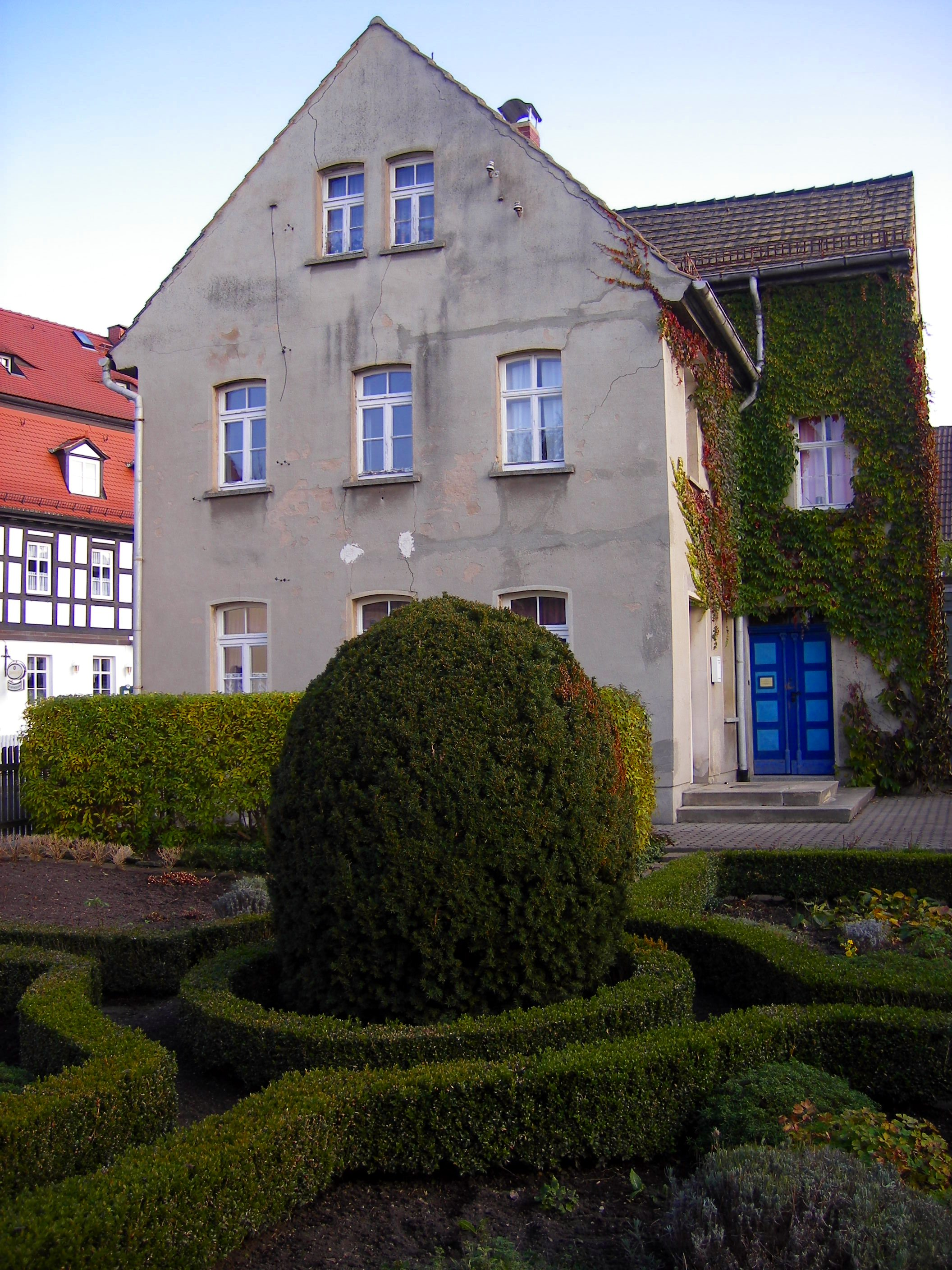